# Marco Bos
Pour les articles homonymes, voir Bos.
Marco Bos, né le 5 juillet 1979 à Roden, est un coureur cycliste néerlandais.

## Palmarès
- 2001
  - Classement général du Tour de Mainfranken
  - 3e du Grand Prix de la ville de Geel
- 2002
  - Ster van Zwolle
  - 1re étape de l'OZ Wielerweekend
  - 3e du Tour de Cologne amateurs
- 2003
  - 2e de la Ster van Zwolle
  - 3e du Dorpenomloop Rucphen
- 2005
  - 3e du Tour d'Overijssel
  - 3e du Tour de Frise
- 2006
  - 3e étape de l'Olympia's Tour
- 2007
  - PWZ Zuidenveldtour
  - Tour d'Overijssel
  - Ronde van Midden-Nederland
- 2008
  - PWZ Zuidenveldtour
- 2009
  - Baronie Breda Classic
  - 2e de la Ster van Zwolle
  - 3e du Dorpenomloop Rucphen
  - 3e du Ronde van Midden-Nederland
- 2011
  - 3e de la Witte Kruis Classic

## Classements mondiaux
| Année           | 2005 | 2006 | 2007 | 2008 | 2009 | 2010 | 2011   |
| --------------- | ---- | ---- | ---- | ---- | ---- | ---- | ------ |
| UCI Europe Tour | 276e | 389e | 256e | 515e | 669e | nc   | 1 183e |